# Força de Defesa das Nacionalidades Karenni

Bandeira da organização.

A Força de Defesa das Nacionalidades Karenni (birmanês:  ကရင်နီအမျိုးသားများကာကွယ်ရေးတပ်ဖွဲ့,; em inglês:  Karenni Nationalities Defence Force, abreviado: KNDF) é um grupo insurgente armado em Mianmar formado em resposta ao golpe de Estado de 2021. O grupo também inclui outras organizações, como o Partido Progressista Nacional Karenni, que um oficial considera como "boas relações entre as organizações étnicas armadas e o público". A organização em-se envolvido em combates com a junta militar, principalmente com a 66.ª Divisão de Infantaria Ligeira.
Em 6 de junho de 2023, a Força de Defesa das Nacionalidades Karenni publicou um relatório sobre o aniversário de dois anos da sua fundação. Afirmaram ter estabelecido 22 batalhões e seis estratégias militares e também que a junta militar tem agora controle apenas sobre Loikaw e outros bairros urbanos, e que a maioria das áreas do estado está sob o controle dos grupos de resistência.

## Objetivo
Numa entrevista, o porta-voz da Força de Defesa das Nacionalidades Karenni disse a grupos de meios de comunicação que a organização é uma fusão de todas as forças juvenis dispersas do Estado Karenni. Unindo-as para combater de forma mais eficaz a junta militar. Também foi afirmado que eles têm escassez de armas e munições.
O objetivo é o mesmo de outros grupos de resistência em Mianmar; derrubar a junta militar. Pretende também garantir a unidade do povo no Estado Karenni, encorajar a colaboração e prestar especial atenção à posição do Partido Progressista Nacional Karenni.

## Política de defesa
A Força de Defesa das Nacionalidades Karenni, que foi fundada juntamente com as Forças de Defesa Populares regionais e outras milícias, segue a política de defesa do Governo de Unidade Nacional e do Comitê Representativo Pyidaungsu Hluttaw, segundo o porta-voz da organização.
O Ministério da Defesa do Governo de Unidade Nacional publicou uma política de defesa de sete pontos com o objetivo de garantir que o setor de defesa seja controlado democraticamente e opere de acordo com um sistema federal.
A política abrange liderança, formulação e execução de políticas de defesa, controles e equilíbrios legislativos e judiciais no setor militar, administração de defesa, aplicação de leis e ética internacionalmente reconhecidas, designação de títulos e deveres, gestão financeira e partilha de recursos.
De acordo com o porta-voz da Força de Defesa das Nacionalidades Karenni, a organização, que foi fundada de acordo com os planos de defesa do Governo de Unidade Nacional, tem três Forças de Defesa Populares baseadas no Estado Karenni, duas Forças de Defesa Populares baseados no Estado Shan e várias organizações étnicas armadas.

## Conflitos
A Força de Defesa das Nacionalidades Karenni está envolvida na Guerra Civil de Mianmar desde maio de 2021. Em 2022, envolveu-se em 341 confrontos com o regime, matando 797 soldados da junta militar e sofrendo 65 baixas.